# Liszkowo (województwo kujawsko-pomorskie)
Liszkowo – wieś w Polsce położona w województwie kujawsko-pomorskim, w powiecie inowrocławskim, w gminie Rojewo.

## Podział administracyjny

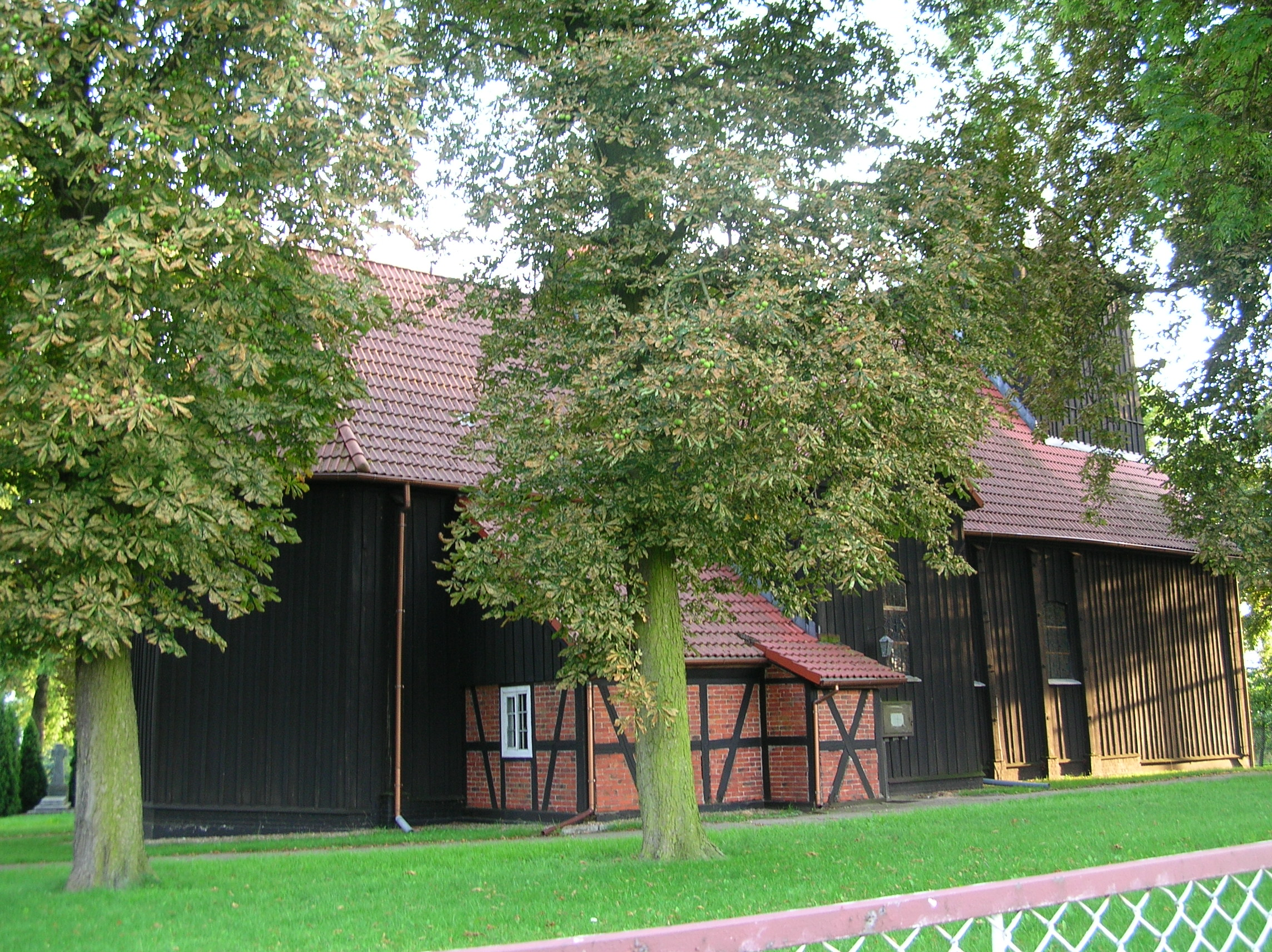
Kościół pw. św. Anny w Liszkowie

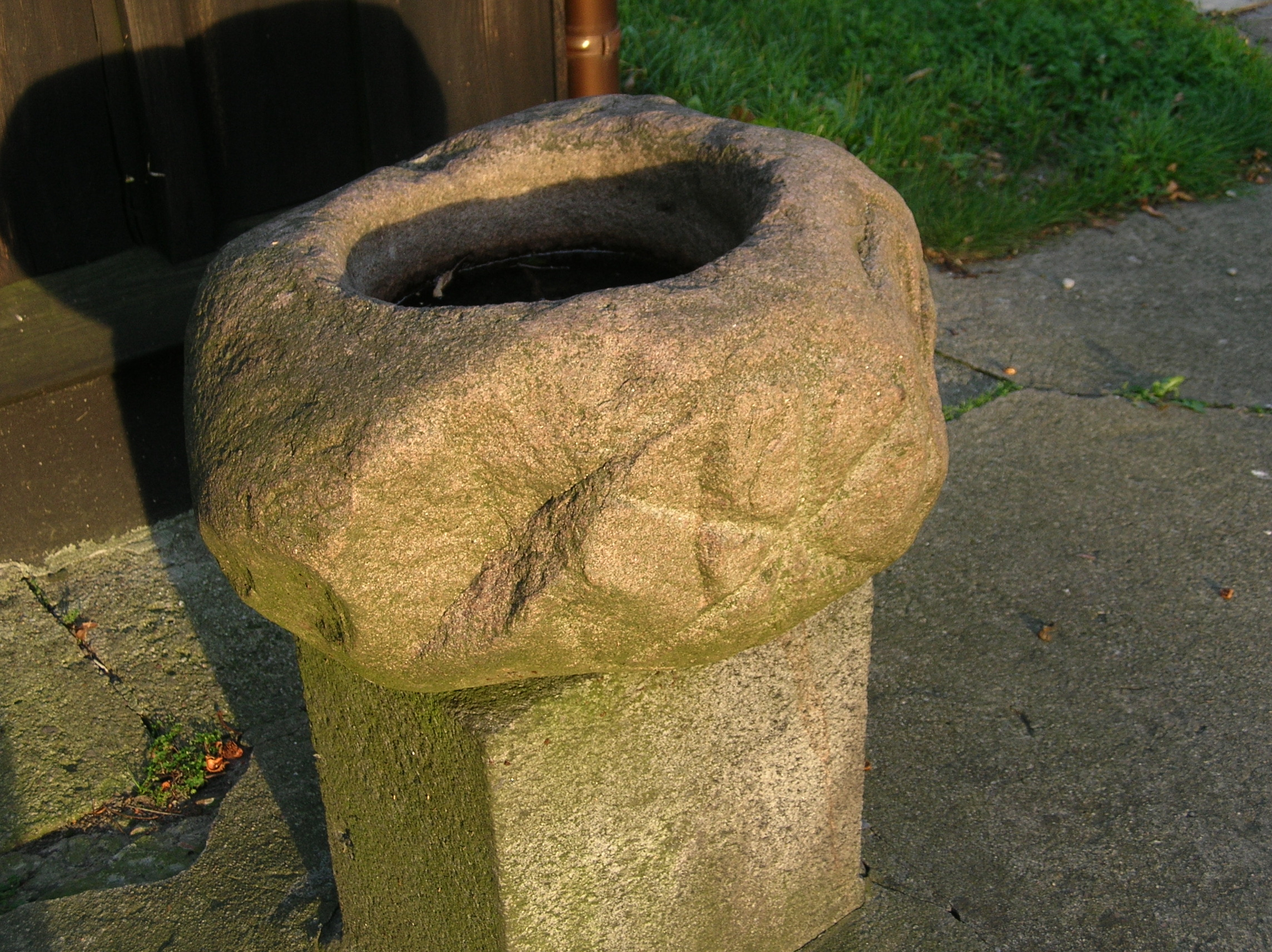
Chrzcielnica w kościele pw. św. Anny

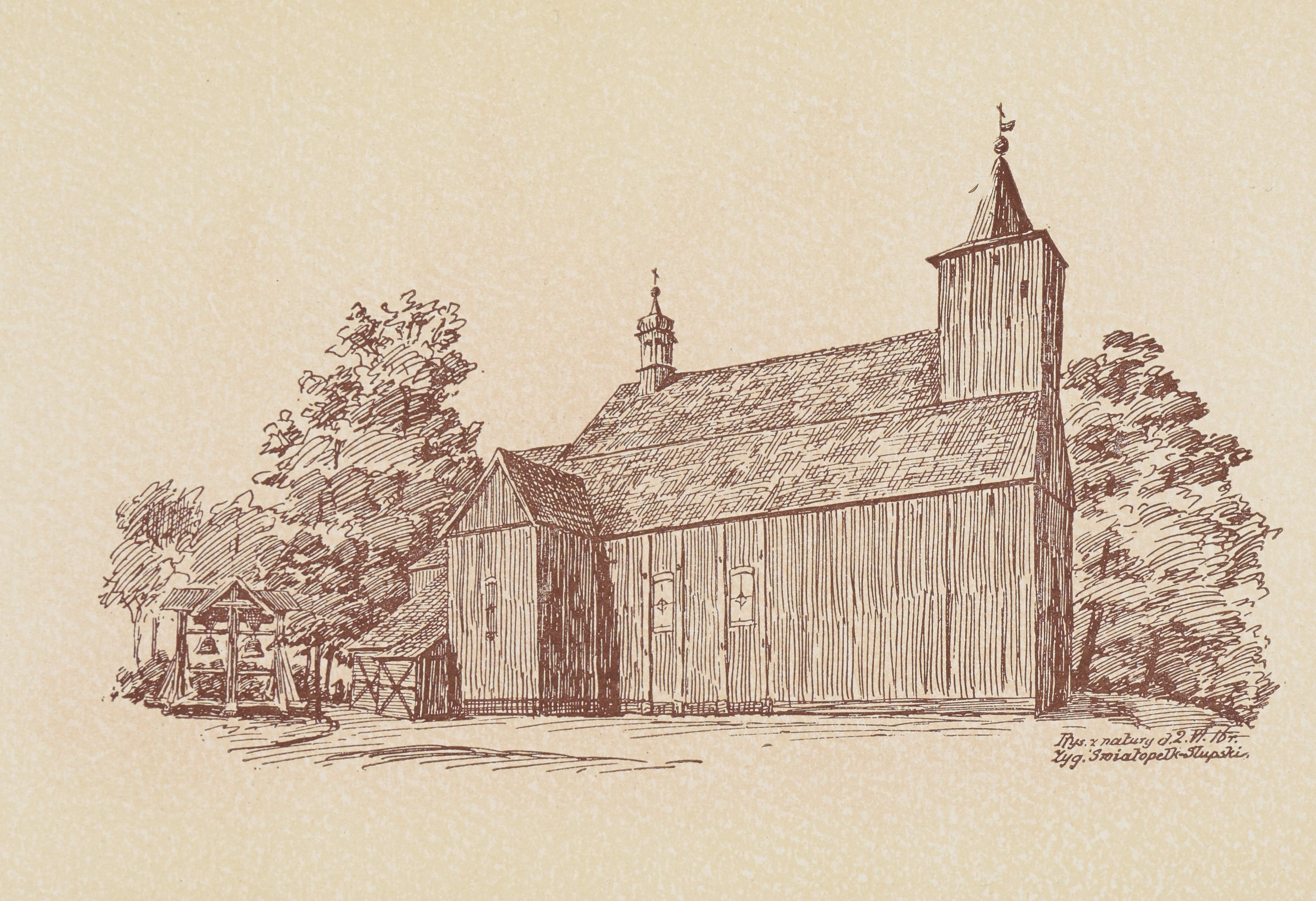
Widok kościoła przed 1917

W latach 1975–1998 miejscowość administracyjnie należała do województwa bydgoskiego.

## Historia wsi
Liszkowo było własnością dziedziczną Jakuba Niemojewskiego (brat Jana z Niemojewa). W 1565 zawarta została tu unia kalwinów kujawskich z braćmi czeskimi.
Klucz majątków w Liszkowie w 2. połowie XIX wieku posiadał powierzchnię 4696 mórg do którego należały folwarki: b) Wola, c) Budziaki, d) Wiesenvorwerk; Liszkowskie olędry (niem. Bergbruch). W tym czasie w Liszkowie funkcjonowała gorzelnia. Przed 1945 właścicielem majątku ziemskiego o powierzchni 1256 ha był Ferd. Schwarz. W Liszkowie była też gorzelnia, której właścicielem był J. Hoppe.

## Zabytki
Według rejestru zabytków NID na listę zabytków wpisane są:
- drewniany kościół parafialny pw. św. Anny z XVIII w., nr rej.: A/814 z 11.03.1931 i z 13.04.1957
- cmentarz przy kościele, nieczynny, poł. XVIII w., nr rej.: A/321/1 z 29.05.1992
- cmentarz parafialny św. Anny, k. XIX w., nr rej.: A/322/1 z 29.05.1992.

Przed reformacją był tu kościół pw. św. Gotarda. W XVI wieku świątynia została zamieniona na zbór protestancki. W ostatnich latach XVI w. biskup kujawski Hieronim Rozdrażewski reaktywuje tu parafię katolicką. Kościół otrzymuje wezwanie św. Anny. Obecny drewniany kościół wybudowano na początku XVIII wieku. W 2. połowie XIX wieku parafia katolicka w Liszkowie należała do dekanatu inowrocławskiego.

## Demografia
W połowie XIX wieku w Liszkowie było 17 domów, 277 mieszkańców; w tym: 99 ewangelików i 178 katolików. W ogólnej liczbie mieszkańców było 113 analfabetów. Około roku 1925 we wsi mieszkały 524 osoby. W Liszkowie w roku 2006 mieszkały 462 osoby. Według Narodowego Spisu Powszechnego (III 2011 r.) wieś liczyła 565 mieszkańców. Jest drugą co do wielkości miejscowością gminy Rojewo.